# San Maurizio Canavese
San Maurizio Canavese är en ort och kommun i storstadsregionen Turin, innan 2015 provinsen Turin, i regionen Piemonte, Italien. Kommunen hade 10 312 invånare (2017).